# Davorin Rovšek
Davorin Rovšek , slovenski fotograf in podjetnik, * 17. november 1867, Gabrje, Avstro-Ogrska, † 29. januar 1949, Ljubljana, Socialistična federativna republika Jugoslavija.

## Življenje
Davorin Rovšek se je rodil 17. novembra 1867 v Gabrjah pri Moravčah.  Na Dunaju  se je šolal za fotografa na Učnem in raziskovalnem zavodu za fotografijo in opravljal prakso v ateljeju Pokorny. Po vrnitvi je imel 1894 prvo razstavo svojih fotografskih izdelkov na porcelanu in papirju, ter drugih slik v raznih barvah na pigmentu. Naprej je delal v Moravčah, od 1896 je imel atelje Ljubljani. Mnogo njegovih pokrajinskih fotografij  je postalo motiv na prvih slovenskih razglednicah. Bil je tudi odličen portretist in  fotografiral mnoge znane Slovence tistega časa (Jakob Missia, Anton Aškerc itd.).
Razvoj fotografije in pojav kinematografije ob koncu 19. stoletja je spodbudil Rovšaka, da se je odpravil v Pariz, kjer proučil poslovanje prvih kinematografov in nato začel v Ljubljani 1906 ob 10-letnici kinematografije  predvajati filme v Elektro-kinoskopu naprej v dvorani hotela Union, nato pa v hotelu Ilirija. Tako je postal prvi slovenski kinematografski podjetnik in začetnik stalnega kina na Slovenskem. Posel mu je po nekaj predstavah, zaradi zastarelih filmov in predragih vstopnic, propadel.
Ponovno je predvajal filme 1907 s sodelovanjem francoskim podjetjem Pathé frères v Ljubljani na Turjaškem trgu v kinu Cinématographe-théâtre-français. Tudi tega je moral zapreti, tokrat zaradi konkurence, saj sta takrat v Ljubljani svoja vrata odprla dva nova stalna kinematografa.
Leta 1908 je skupaj z bratom ustanovil prvi slovenski potovalni kinematograf in z njim obiskoval z njim mesta in trge na Kranjskem. Svoje prvotne zamisli, da bi tudi sam začel snemati filme, ni mogel nikoli uresničiti. Umrl je v Ljubljani 29. januarja 1949.